# Christian Kühlwetter
Christian Kühlwetter  (* 21. April 1996 in Bonn) ist ein deutscher Fußballspieler. Er steht beim SSV Jahn Regensburg unter Vertrag.

## Vereinskarriere
Kühlwetter begann mit dem Fußballspielen beim RW Lessenich in Bonn. Ab der U12 spielte er für den 1. FC Köln. Ab der Saison 2012/13 spielte er in der U-17-Bundesliga (21 Spiele; 9 Tore; 3 Vorlagen). Zur Saison 2013/14 gehörte er dann dem A-Junioren-Bundesliga-Kader des 1. FC Köln an.
In der Saison 2014/15 führte er die A-Junioren des 1. FC Köln als Kapitän aufs Feld. Am 17. Spieltag (22. Februar 2015) sorgte er für Furore, indem er beim 4:0-Auswärtssieg gegen den VfL Bochum alle vier Tore erzielte und ihm dabei innerhalb von vier Minuten (16.–20. Spielminute) ein lupenreiner Hattrick gelang. 2014/15 kam Kühlwetter auch zu seinen ersten Einsätzen für die zweite Mannschaft des 1. FC Köln (Regionalliga West), für die er in der folgenden Saison ausschließlich spielte.
Im Juli 2016 wechselte er zum 1. FC Kaiserslautern. Auch dort wurde Kühlwetter in der zweiten Mannschaft eingesetzt, mit der er 2017 aus der Regionalliga Südwest in die Oberliga abstieg. Zur Saison 2018/19 wurde Kühlwetter in den Profikader des FCK (3. Liga) aufgenommen, spielte aber zunächst weiterhin für die zweite Mannschaft. Erst am 8. Spieltag gegen den FC Carl Zeiss Jena gab er sein Debüt für die erste Mannschaft und stand dabei gleich in der Startelf. In der 38. Minute erzielte er den ersten Treffer des Spiels; die Partie endete 3:3. Am folgenden Spieltag im Spiel gegen Eintracht Braunschweig traf Kühlwetter zweimal und verhalf dem FCK dadurch zu einem 4:1-Auswärtssieg. Am 7. Dezember 2018 erhielt er seinen ersten, bis 2021 gültigen Profivertrag.
Im Sommer 2020 wechselte Kühlwetter in die 2. Bundesliga zum 1. FC Heidenheim. Sein bis zum 30. Juni 2024 gültiger Vertrag wurde nicht verlängert. Daraufhin wechselte er in die 2. Bundesliga zum SSV Jahn Regensburg.

## Erfolge
- Meister 2. Bundesliga 2023 und Aufstieg in die Bundesliga